# Abbejeva prizma
Abbejeva prizma je optična prizma, ki je narejena iz prozorne snovi tako, da tvori pokončno tristrano prizmo, ki ima za osnovno ploskev trikotnik s koti 30°, 60°in 90°. 
Žarek vstopa na stranici {\displaystyle AB} (glej sliko na desni), kjer se lomi. Na stranici {\displaystyle BC}  nastopi popolni odboj, nato pa se na stranici {\displaystyle AC}  ponovno lomi. Prizma je narejena tako, da samo ena valovna dolžina vpadle svetlobe izstopa iz prizme pod kotom, ki je za 60° odklonjen od prvotne smeri. Vse ostale valovne dolžine se odklonijo za večje kote. Z vrtenjem prizme okrog točke {\displaystyle O}, ki leži na stranici {\displaystyle AB} lahko izberemo valovno dolžino, ki jo želimo.
Imenuje se po nemškem fiziku Ernstu Karlu Abbeju (1840–1905).
Abbejeve prizme ne smemo zamenjati s Porro-Abbejevo prizmo ali z Abbe-Königovo prizmo, ki pa nista disperzivni.